# Konditionierer

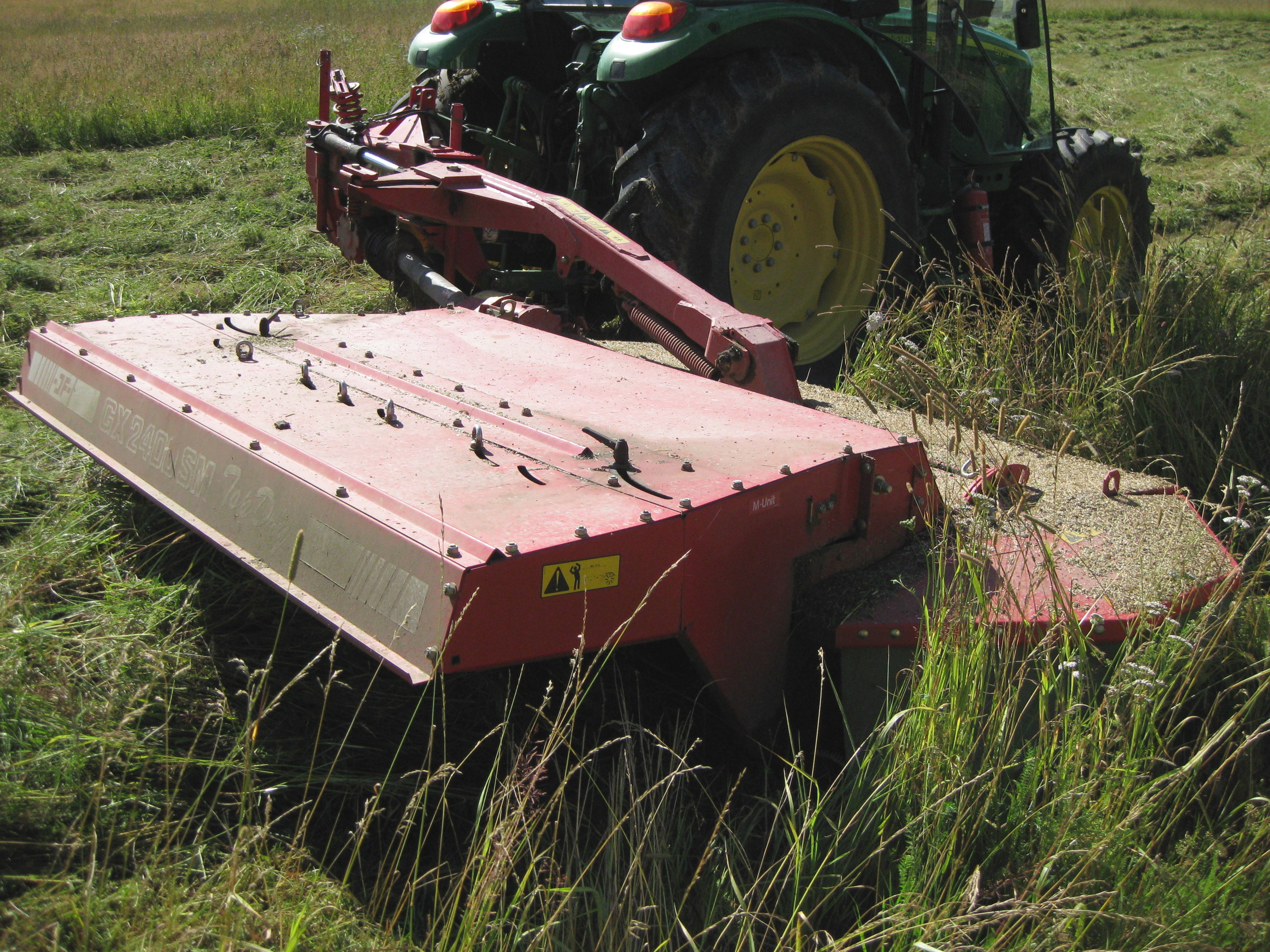
Mähwerk mit Aufbereiter

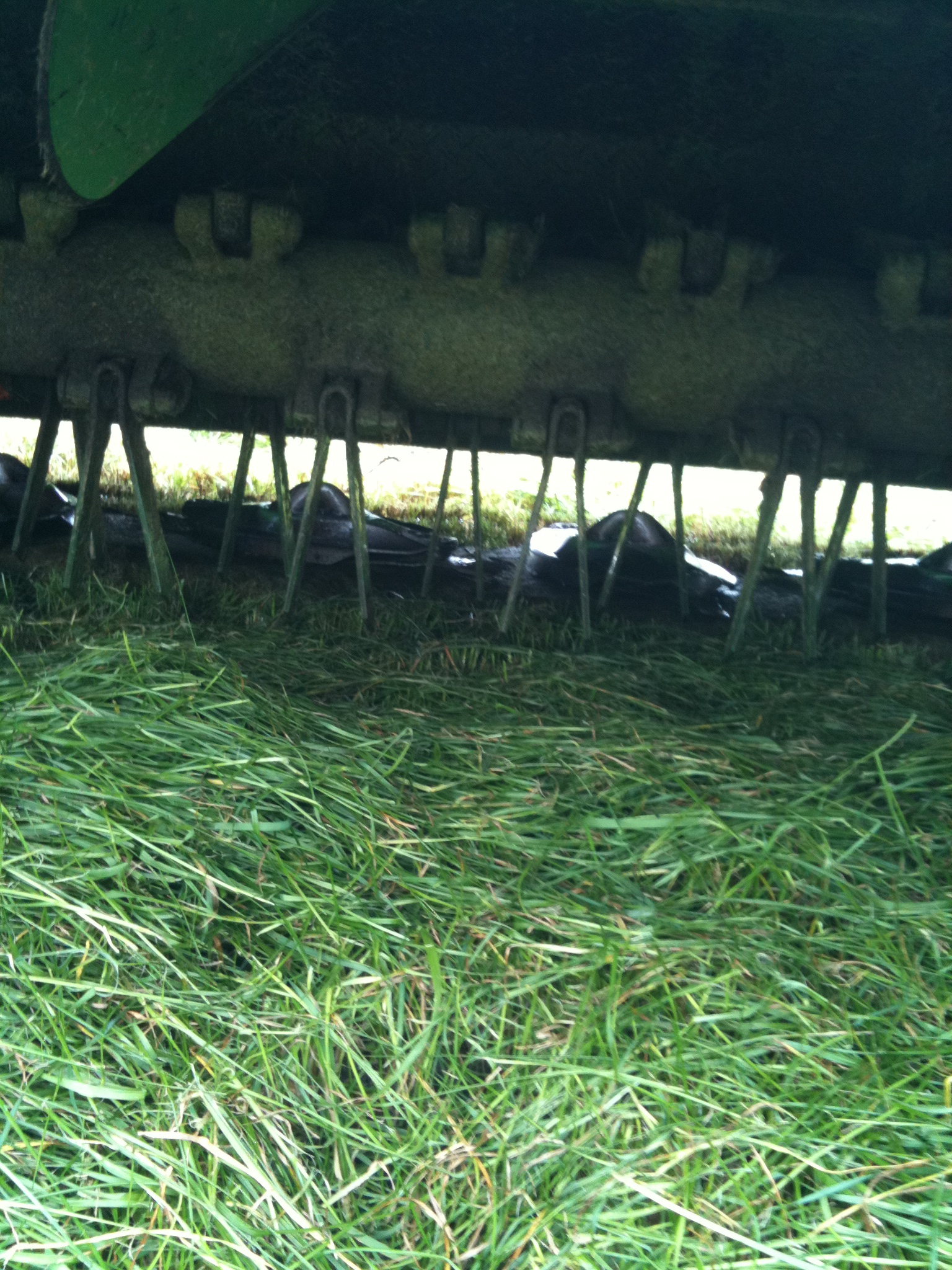
Scheibenmäher mit Aufbereiter; Blick in Fahrtrichtung

Konditionierer, auch bekannt unter dem Namen Aufbereiter, werden in der Landwirtschaft zur mechanischen Behandlung von Grüngut verwendet, um dessen Trocknung zu beschleunigen. Dabei wird die verdunstungshemmende Wachsschicht durch Knicken oder Quetschen teilweise zerstört.

## Vorteile
Die schnellere Trocknung des Mähgutes ermöglicht es, sämtliche Schritte der Futterkonservierung an einem Tag auszuführen. Atmungsverluste der Pflanze werden vermindert. Zudem werden durch das eingesparte Zetten/Wenden die Bröckelverluste bei Silagegewinnung vermindert.

## Nachteile
Bei der Heugewinnung steigen die Bröckelverluste an. Regen verlängert wesentlich die folgende Abtrocknung und verschlechtert die Futterqualität mehr als bei unaufbereitetem Mähgut.
Die Walzen, bzw. Rotoren töten einen Großteil der Insekten im Mähgut.

## Verfahren

### Aufbaugeräte
Konditionierer sind oftmals auf Scheibenmähern aufgebaut und werden dann Mähaufbereiter genannt. Der Leistungsbedarf steigt dann um etwa 15 kW pro Meter Arbeitsbreite. Hierbei werden zwei Verfahren unterschieden:
- Die Aufbereitung mittels Walzen. Hier wird das Mähgut mittels glatter oder geriffelter Stahl- oder Gummiwalzen gequetscht. Auch die kombinierte Anordnung ist möglich. Bei blattreichem Mähgut ist dieser Form der Aufbereitung der Vorzug zu geben.
- Die Aufbereitung mittels eines Rotors. Zinken oder Schlegel schleudern das Grüngut durch einen Metallkamm und knicken den Halm. Die Bearbeitungsintensität ist verstellbar.

### Intensivaufbereiter
Diese Maschinen sind eigenständige Geräte und werden in einem zusätzlichen Arbeitsgang nach dem Mähen eingesetzt. Die Technik ist so konzipiert, dass Bröckelverluste weitgehend vermieden werden. Niederschläge wirken sich hier allerdings schwerwiegend auf die Qualität aus.
- Die Mattenpresse bearbeitet den Schwad mit Walzen so intensiv, dass er durch den austretenden Pflanzensaft ineinander verklebt. Eine höhere Stoppel ist daher vonnöten, um das spätere Laden der Matte zu gewährleisten.
- Der Intensivkonditionierer legt einen sehr lockeren Schwade ab, der ebenfalls nicht mehr bearbeitet zu werden braucht.

Obwohl die Intensivaufbereiter hervorragende Arbeit leisten, konnten sie sich aufgrund des hohen Anschaffungspreises, des begrenzten Einsatzbereiches, des großen Kraftbedarfes und der geringen Flächenleistung in der Praxis nicht durchsetzen.